# Две женщины (фильм, 2014)
«Две́ же́нщины» — художественный фильм 2014 года режиссёра Веры Глаголевой. В основе фильма — пьеса русского классика И. С. Тургенева «Месяц в деревне».
Съёмки проходили в Смоленской области, в музее-усадьбе М. И. Глинки в селе Новоспасском. В главных ролях снялись Рэйф Файнс, Анна Астраханцева и Александр Балуев.
Картина «Две женщины» была фильмом закрытия XXII кинофестиваля «Окно в Европу» 14 августа 2014 года, а в сентябре 2014 была фильмом открытия 12-го кинофестиваля «Меридианы Тихого» и X Казанского международного кинофестиваля.
Начало проката фильма в России — 22 января 2015 года.

## Сюжет
В основе пьесы лежит любовный четырёхугольник. Наталья Петровна, жена богатого помещика Аркадия Сергеича Ислаева, влюбляется в Алексея Николаевича Беляева — студента, учителя сына Коли.
Михаил Александрович Ракитин — друг семьи, уже давно любит Наталью Петровну. Верочка — воспитанница Натальи Петровны тоже влюбляется в молодого учителя. Беляев и Ракитин в итоге покидают поместье.

## В ролях
- Александр Балуев — Аркадий Сергеич Ислаев, богатый помещик, 36 лет
- Анна Астраханцева — Наталья Петровна, жена Ислаева, 29 лет
- Рэйф Файнс — Михаил Александрович Ракитин, друг дома, 30 лет (дубляж — Вадим Медведев)
- Сильви Тестю — Елизавета Богдановна, компаньонка
- Анна Леванова — Верочка, воспитанница, 17 лет
- Никита Волков — Алексей Николаевич Беляев, студент, 21 год
- Бернд Мосс[нем.] — Шааф, немец-гувернер, 45 лет
- Лариса Малеванная — Анна Семеновна Ислаева, мать Ислаева, 58 лет
- Сергей Юшкевич — Игнатий Ильич Шпигельский, доктор, 40 лет
- Василий Мищенко — Афанасий Иванович Большинцов, сосед, 48 лет
- Анна Нахапетова — Катя, служанка

## Съёмочная группа
- Режиссёр-постановщик — Вера Глаголева
- Автор сценария — Светлана Грудович, Ольга Погодина-Кузмина, при участии Веры Глаголевой (по пьесе И. С. Тургенева)
- Оператор-постановщик — Гинтс Берзиньш L.G.C. (Латвия)
- Художник-постановщик — Елена Жукова, Ольга Архипова
- Композитор — Сергей Баневич

## Подготовка к съёмкам
Пьеса «Месяц в деревне» никогда ранее не экранизировалась в России. Существовал спектакль Анатолия Эфроса, поставленный 1977 году в Театре на Малой Бронной и перенесённый на телеэкраны в 1983 году. Режиссёр, до этого снявший Веру Глаголеву в своём фильме «В четверг и больше никогда», пригласил начинающую актрису в свой спектакль на роль Верочки. Тогда она отказалась в силу ряда причин, о чём очень жалела.
Картина снималась в живописных окрестностях Смоленска, в имении Михаила Глинки Новоспасское, где доподлинно восстановлены интерьеры и внешний вид усадьбы в стиле русского классицизма середины XIX века. Господский дом даже немного достроили — террасу расширили, по старым традициям сплели новую мебель. В усадьбе Глинки всегда были оранжереи, выращивали в них диковинные для Смоленщины лимоны, абрикосы, даже ананасы. Но эти постройки не сохранились, и специально для фильма была построена новая оранжерея, уникальная по своей архитектуре и дизайну. Здесь снимались несколько важных любовных сцен. Весь реквизит — подлинный, был собран из частных коллекций и антикварных салонов. Французский Дом Guerlain специально для съёмок фильма прислал точную копию флакона парфюма «Imperial» середины XIX века. Для главной героини были изготовлены изысканные украшения в стиле эпохи. Для оформления интерьеров и пошива костюмов, использовались натуральные ткани из коллекций старинных английских фабрик, лён, хлопок, шёлк, шерсть, батист, шёлковая чесуча, которая сейчас не применяется, и натуральный шёлковый газ. Всего было сшито 27 комплектов для основных персонажей. Зонтики брались в прокат в музее. Полностью изготавливались головные уборы и обувь. Художник по костюмам Елена Лукьянова: «Мы делали не 1840 год, в который, может быть, происходили события, а взяли дату написания пьесы. Потому что мода 50-х годов отличается от 40-х. Она менее слащаво-романтичная, как показалось Вере Витальевне. Это было её пожелание. Просто в 40-е годы популярной была причёска букли, все дамы были такие изнеженно-романтичные. А режиссёру хотелось создать образы, которые были бы ближе к нашему времени, более лаконичные причёски, более чёткий силуэт, чтобы талия была на месте».
В конце 2014 года костюмы к фильму демонстрировались на выставке «Две женщины. Предисловие», прошедшей в Государственном музее А. С. Пушкина в Москве. Все представленные на выставке костюмы, изобразительные и рукописные материалы, связанные с фильмом, эскизы костюмов и другие предметы были переданы в дар музею и его филиалу — музею И. С. Тургенева на Остоженке.

## Награды и номинации
- VII Всероссийский кинофестиваль актёров-режиссёров «Золотой феникс»[14]
  - Гран-при фестиваля режиссёру Вере Глаголевой
  - Специальный приз имени Михаила Глинки Сергею Баневичу, композитору фильма
  - Специальный приз имени мецената Марии Тенишевой продюсеру Наталье Ивановой
- XXIV кинофорум «Золотой Витязь»[15]
  - Гран-при
  - Диплом «За лучшую главную женскую роль» Анне Астраханцевой
  - Диплом «За лучшую главную мужскую роль» Александру Балуеву
- Фестиваль кино и театра «Амурская осень»[16]
  - Гран-При им. Валерия Приемыхова за лучший фильм
  - Приз за лучшую операторскую работу — Гинтсу Берзиньшу
- Кинофестиваль «Меридианы Тихого»[17]
  - Приз имени Юла Бриннера — Анна Леванова
- II Международный фестиваль «Угра»[18]
  - Гран-при фестиваля
  - приз за лучшую режиссуру — Вера Глаголева
  - приз за лучшую женскую роль — Анна Астраханцева и Анна Леванова
  - картина удостоилась приглашения в г. Баден-Баден (Германия) в апреле 2015 года на Культурно-деловой Форум «Дни России в Европе»[19].
- XXIII Всероссийский кинофестиваль «Виват кино России!»[20]:
  - приз зрительских симпатий
  - приз за лучшую мужскую роль — Александр Балуев
- XXI кинофестиваль «Литература и кино» в Гатчине[21]:
  - приз за лучшую режиссуру — Вера Глаголева
  - приз за лучшую музыку им. Андрея Петрова — Сергей Баневич
  - приз за лучшую мужскую роль — Рэйф Файнс
  - приз за лучшую женскую роль — Анна Астраханцева
- Чебоксарский международный кинофестиваль[22]:
  - приз зрительских симпатий
  - приз за лучшую женскую роль
- 3-й Тегеранский международный кинофестиваль Jasmine IFF, Иран:
  - приз за лучший сценарий
  - приз за лучшую операторскую работу
- 3-й Международный кинофестиваль в Ханое[23]:
  - приз за лучший полнометражный фильм
  - приз за лучшую главную женскую роль — Анна Леванова
- 12-й фестиваль «Лучезарный ангел»[24]:
  - второе место в номинации игровое кино

## Критика и отзывы
- Эмилия Деменцова (The Hollywood Reporter Russia) считает, что, воскрешая подзабытую пьесу, Вера Глаголева ставила перед собой сверхзадачу показать, что современный российский кинематограф напрасно не принял от советского эстафету экранизаций. «„Все вы - прекрасные люди“ — эта реплика из пьесы не звучит в „Двух женщинах“, но является квинтэссенцией всей картины. Благость, прекраснодушие, „трепещущий свет“ и „тихое мерцание звёзд“ излучает каждый кадр фильма. Глаза отдыхают, а сердце утешается»[25].
- По мнению Евгения Ухова (Film.ru), экранизация тургеневской пьесы получилась "по-женски неспешной, нежной и порой самовлюблённой, но вполне достойной великого русского литературного наследия". Критик особо отмечает мастерство Глаголевой, которая завораживает успокаивающим ритмом, сногсшибательной картинкой и окутывает атмосферой русского поместья. Перемещение во времени кажется почти физическим, и это - безусловное достижение «Двух женщин». Другим достижением картины Ухов считает великолепный актёрский ансамбль: «Актёрски фильм решён на очень высоком уровне: заглавные две женщины, словно пара кружащихся вокруг друг друга звёзд, затягивают своей мощной гравитацией самых разных мужчин, обжигают их, управляют их мыслями и движением, оставаясь при этом занятыми лишь самими собой. К финалу картина набирает уровень драматизма, не стыдный на фоне литературного первоисточника»[26].